# هوتفیلد
هوتفیلد (به انگلیسی: Hothfield) یک روستا و محله مدنی در بریتانیا است که در Ashford واقع شده‌است. هوتفیلد ۹٫۵۹ کیلومتر مربع مساحت و ۷۸۰ نفر جمعیت دارد.